# الشرج (الجوف)
الشرج هي إحدى قرى الجمهورية اليمنية. وهي تتبع جغرافيًا لمحافظة الجوف. وإداريًا لمديرية برط العنان. يبلغ تعداد سكانها 3511 نسمة حسب الإحصاء الذي جرى عام 2004.